# Brasilianischer Integralismus

Fahne der Integralisten

Der Brasilianische Integralismus war eine rechtsextreme politische Bewegung in Brasilien, welche sich in der 1932 gegründeten Partei Ação Integralista Brasileira (Integralistische Aktion Brasiliens) formierte. Die Integralisten erlangten unter der Präsidentschaft von Getúlio Vargas zeitweise politischen Einfluss, wurden jedoch mit der Ausrufung des Estado Novo im Jahr 1937 aufgelöst. In Ideologie und Selbstdarstellung stand der Integralismus dem europäischen Faschismus nahe.

## Geschichte
Am 7. Oktober 1932 veröffentlichte Plínio Salgado im Umfeld der Sociedade de Estudos Políticos, einem Sammelbecken intellektueller Bewunderer des Faschismus, das Gründungsmanifest der Ação Integralista Brasileira (AIB). Salgados Weltbild war vom italienischen Faschismus beeinflusst, enthielt aber auch starke christliche Elemente, weshalb es als tendenziell klerikalfaschistisch zu charakterisieren ist. Wie ähnliche Bewegungen in Europa standen die Integralisten in erbitterter Feindschaft zum Marxismus und Liberalismus. Wenngleich Salgado sich gegen Antisemitismus aussprach, waren führende AIB-Mitglieder wie Gustavo Barroso für ihren Hass auf Juden berüchtigt.
Um 1935 erreichte die Popularität der integralistischen Bewegung ihren Höhepunkt. Viele Brasilianer deutscher und italienischer Abstammung sympathisierten mit der AIB. Zur gleichen Zeit wandte sich Präsident Getúlio Vargas den Integralisten zu, der in ihnen potenzielle Verbündete im Kampf gegen die erstarkende Partido Comunista do Brasil sah. Die in grünen Hemden antretende Parteimiliz der AIB lieferte sich daraufhin zahlreiche blutige Straßenschlachten mit den Kommunisten.
Als Vargas jedoch 1937 diktatorische Vollmachten erlangte und den Estado Novo ausrief, wandte er sich von den Integralisten ab und ließ die AIB verbieten. Ein integralistischer Putschversuch (Levante Integralista) gegen den Präsidenten scheiterte 1938. Daraufhin zerfiel die AIB in mehrere Splittergruppen, Plínio Salgado gründete 1945 die Partido de Representação Popular, die jedoch 1965 im Zuge der Militärdiktatur erneut aufgelöst wurde. Heute existieren kleinere Gruppen wie die Frente Integralista Brasileira, die das Erbe Salgados reklamieren und in einzelnen Bundesstaaten – vor allem São Paulo – regelmäßig Kundgebungen organisieren.

## Organisation und Ritualpolitik
Die AIB verfügte über ein eng hierarchisiertes Führungskollektiv um Salgado, darunter Gustavo Barroso als ideologischer Hardliner. Sie gliederte sich in professionelle Korporationen (Colunas) und regionale Zellen, in denen Disziplin und militärische Paraden zentrale Elemente waren. Charakteristisch waren die grünen Hemden (camisas-verdes) und der faschistische Gruß Anauê – beides Teil einer sorgsam inszenierten Ritualpolitik, die Massenmobilisierung und Gemeinschaftsgefühl stärken sollte.

## Publikationen und Propaganda
Die Partei gab die Wochenzeitung A Integralista heraus, in der regelmäßige Leitartikel, Programmschriften und Fotos von Aufmärschen erschienen. Neben Zeitungen organisierten die Integralisten Sonntagskundgebungen und Fackelmärsche, oft begleitet von eigens komponierten Märschen und Symbolen, die in Broschüren und Flugblättern verbreitet wurden.